# Дорофеев, Борис Аркадьевич
Борис Аркадьевич Дорофеев (25 ноября 1927, Омск — 9 июля 1999, г. Королёв, Московская область) — инженер, кандидат технических наук, испытатель ракет и ракетно-космических комплексов ОКБ-1, соратник Сергея Павловича Королёва.

## Биография
Родился 25 ноября 1927 года в Омске, в семье служащих.
В 1953 году окончил МАИ им. С. Орджоникидзе по специальности
«Оборудование самолётов». Затем восемь лет работал в Филиале № 2 ОКБ-1 под г. Загорском,
где проводились огневые испытания двигательных установок.
С 1959 года Б. А. Дорофеев являлся помощником Главного конструктора С. П. Королёва
по наземным испытаниям ракетно-космической техники и лично участвовал в подготовке испытаний на стартовых позициях таких ракет, как Р-5 в 1954—1955 годах, Р-7 — с 1957 года, Р-9А — в 1963 году.
Значительный вклад Б. А. Дорофеев внес в создание наземного комплекса ракетно-космической системы Н-1-Л3. В 1969 году Борис Аркадьевич был назначен Главным конструктором по отработке, модернизации и проведению летных испытаний ракеты Н-1, а затем — руководителем комплекса № 10.
Вся его последующая деятельность была связана с руководством комплексом по испытаниям ракетно-космической техники.
Б. А. Дорофеев до последних дней жизни продолжал активно работать по совершенствованию космической техники. Он принимал участие в научных конференциях и симпозиумах, читал доклады и печатал статьи по истории ракетно-космической техники.
Борис Аркадьевич Дорофеев скончался 9 июля 1999 года. Похоронен он на кладбище деревни Леониха, Щёлковского района, Московской области.

## Награды
За достигнутые результаты в профессиональной деятельности Б. А. Дорофеев награждён:
- Орденом Ленина
- Орденом Трудового Красного Знамени
- Государственной премией
- Орденом «Знак Почёта»
- Другими медалями.